# Zisterzienserinnenkloster Wasserleben
Das Zisterzienserinnenkloster Wasserleben (früher auch: Kloster Waterler) war von 1300 bis 1650 ein Nonnenkloster der Zisterzienserinnen in Wasserleben, Einheitsgemeinde Nordharz, Landkreis Harz in Sachsen-Anhalt. 

## Geschichte
Unweit der Deutschordenskommende Langeln (Nordharz) ereignete sich 1231 in Waterler (später: Wasserler, heute: Wasserleben) nördlich Wernigerode ein Hostien- oder Heilig-Blut-Wunder, dessen Bekanntheit am Ende des Jahrhunderts den Bischof von Halberstadt bewog, am Ort ein Zisterzienserinnenkloster des heiligen Blutes stiften zu lassen, das mit Nonnen aus Kloster Wöltingerode besiedelt wurde und für den 20. Januar 1300 urkundlich bezeugt ist. Das Heiligenblutkloster entwickelte sich dank des Blutwunders zum wohlhabenden Wallfahrtsort. Im Deutschen Bauernkrieg wurde es 1525 zerstört, doch konnten die Nonnen in das Kloster zurückkehren, wo sie sich in der Folge mehr und mehr dem Protestantismus zuneigten. Während des Dreißigjährigen Krieges wurden sie 1627 wieder katholisch und blieben es, obwohl von den Schweden geplündert, bis 1650. Dann ging das Kloster endgültig in protestantischen Besitz über. Die Klosteranlage wurde als Gutshof genutzt und besteht als solcher bis heute.